# Chronologie de la France sous la Régence
Pour un article plus général, voir Régence (1715-1723).

## 1715
- 2 septembre : Lecture au parlement du testament de Louis XIV. Philippe d'Orléans s'impose en face de son rival le duc du Maine (fils légitimé de Louis XIV).
- 12 septembre : Le parlement casse le testament de Louis XIV et Louis XV, âgé de 5 ans, fait proclamer Philippe d'Orléans régent du royaume.
- 15 septembre : Philippe redonne au Parlement le droit de remontrance supprimé 60 ans plus tôt.
- 15 septembre : Le Régent remplace les ministres par 8 conseils composés de grands seigneurs et de conseillers d'État (Polysynodie) : le Conseil de Régence, assisté de sept conseils particuliers : le Conseil de conscience (affaires morales et religieuses), présidé par le cardinal de Noailles ; le Conseil des affaires étrangères, présidé par le maréchal d'Huxelles ; le Conseil de la guerre présidé par le maréchal de Villars ; le Conseil de finances, ayant pour chef le maréchal de Villeroy et pour président le duc de Noailles ; le Conseil des affaires du dedans du Royaume, présidé par le duc d'Antin ; le Conseil de marine, présidé par le comte de Toulouse ; le Conseil du commerce (décembre 1715), présidé par le maréchal de Villeroy et en fait dirigé par Michel-Jean Amelot de Gournay.

## 1716
- 14 mars : Création de la Chambre ardente chargée de juger ceux qui se sont enrichis aux dépens de l'État.
- 2 mai : Le Régent autorise John Law de Lauriston, économiste écossais, à fonder la banque générale.
- 9 octobre : Traité avec la Grande-Bretagne.

## 1717
- 11 janvier : Triple-Alliance de la Haye (France, Grande-Bretagne, Provinces-Unies).
- Mai : Visite du tsar Pierre le Grand à Paris.
- Septembre : Fondation par Law de la Compagnie d'Occident et du Mississippi.

## 1718
- 2 août : Quadruple-Alliance (arrivée de l'Autriche).
- 24 septembre : Fin de la polysynodie et rétablissement des ministres.
- 4 décembre : La Banque générale devient Banque royale.
- Décembre : Découverte de la conspiration de Cellamare, du prince de Cellamare et du duc du Maine qui visaient à enlever la Régence au duc d'Orléans pour la confier à Philippe V d'Espagne.

## 1719
- 9 janvier : Déclaration de la guerre à l'Espagne.
- 15 avril : Mort de Madame de Maintenon.
- Mai : Law fonde la Compagnie française des Indes orientales.
- 21 juillet : Mort de Marie Louise Élisabeth d'Orléans, duchesse de Berry, au château de la Muette, des suites d'un accouchement clandestin (28 mars-2 avril 1719) en son Palais du Luxembourg. L'autopsie révèle la princesse à nouveau enceinte.

## 1720
- 5 janvier : John Law est nommé contrôleur général des finances.
- 22 mars : Après la ruée des porteurs d'actions, à la suite des rumeurs d'inexistence d'or au Mississippi, la Bourse de la rue Quincampoix ferme.
- 25 mai : Début de la peste de Marseille.
- Juin-juillet : Panique boursière à Paris.
- 4 décembre : La bulle Unigenitus (anti-janséniste) est enregistrée malgré l'opposition des parlements.
- 12 décembre : Fuite de Law à l'étranger.

## 1721
- Parution des Lettres persanes de Montesquieu.
- 6 janvier : Arrestation de Cartouche.
- 27 mars : Pacte d'alliance France-Espagne.
- Mai : Visite de l'ambassadeur turc, Mehmet Effendi.
- 28 novembre : Louis Dominique Cartouche (né en 1693, chef de brigands opérant dans la région parisienne) est roué vif en place de Grève.
- Émission spéciale de pièces de monnaie coloniales

## 1722
- Mars : Arrivée de l'infante Marie-Anne-Victoire d'Espagne destinée à être mariée au Roi Louis XV.
- 22 août : Le cardinal Guillaume Dubois devient Premier ministre du Régent.
- 25 octobre : Sacre de Louis XV à Reims.

## 1723
- 16 février : Majorité de Louis XV.
- 10 août : Mort de Dubois.
- 2 décembre : Mort du Régent, Philippe d'Orléans (1674-1723).